# Кумлинге
Кумлинге (швед. Kumlinge, фин. Kumlinge) — община в Финляндии, на Аландских островах. Включает в себя группу маленьких островков между главным островом Аланд и материковой Финляндией. Население составляет 363 человека (на 31 января 2012 года); занимает территорию 860,38 км², из которых 761,12 км² заняты водой. Плотность населения — 3,67 чел/км².

## Демография
Население, по данным на 31 января 2012 года, составляет 363 человека, из них 188 мужчин и 175 женщин.
Финский язык является родным для 8,52 % жителей, шведский — для 87,64 %. Прочие языки являются родными для 3,85 % жителей общины.
Возрастной состав населения:
- до 14 лет — 12,09 %
- от 15 до 64 лет — 59,89 %
- старше 65 лет — 28,02 %

Динамика численности населения:
| Год  | Численность |
| ---- | ----------- |
| 1980 | 454         |
| 1990 | 465         |
| 2000 | 405         |
| 2010 | 364         |
| 2011 | 364         |